# Josip Šimić
 Ovo je glavno značenje pojma Josip Šimić. Za druga značenja pogledajte Josip Šimić (rukometaš).
Josip Šimić (Zagreb, 16. rujna 1977.), hrvatski umirovljeni nogometni reprezentativac.
Prvi nastup za reprezetaciju Hrvatske zabilježio je u pobjedi nad Poljskom 4:1 u Osijeku 22. travnja 1998.g. Ukupno je sedam puta nastupio za reprezentaciju, a jedini gol je postigao u prijateljskoj utakmici protiv reprezetacije Meksika 16. lipnja 1999.g.
Josip Šimić mlađi je brat hrvatskog nogometnog reprezentativca Darija Šimića, profesionalnu karijeru je započeo u NK Dinamo Zagreb, s kojim je osvoji tri uzastopna naslova od 1997. – 2000. nakon čega je nastavio karijeru u inozemnim klubovima Club Brugge, Aris Thessaloniki F.C., Hyundai Horang-i i FC Kärnten da bi se u ljetu 2007. godine vratio u Hrvatsku, NK Varteks, ali zbog učestalih ozljeda zabilježio tek nekoliko nastupa. 